# Kleinia kleinioides
Kleinia kleinioides là một loài thực vật có hoa trong họ Cúc. Loài này được (Sch.Bip.) M.Taylor mô tả khoa học đầu tiên.